# اندیس آنومالی شرق خورکش
آنومالی شرق خورکش یک اندیس فلزی است که در حوالی شهر سعادت آباد استان فارس قرار دارد و مادهٔ معدنی موجود در آن، طلا است.سنگ میزبان این اندیس سنگ آهک است و دیرینگی آن به دوران کرتاسه پایینی می‌رسد. 